# Port (Francia)
Port è un comune francese di 881 abitanti situato nel dipartimento dell'Ain nella regione dell'Alvernia-Rodano-Alpi.

## Società

### Evoluzione demografica
Abitanti censiti